# Nike+iPod

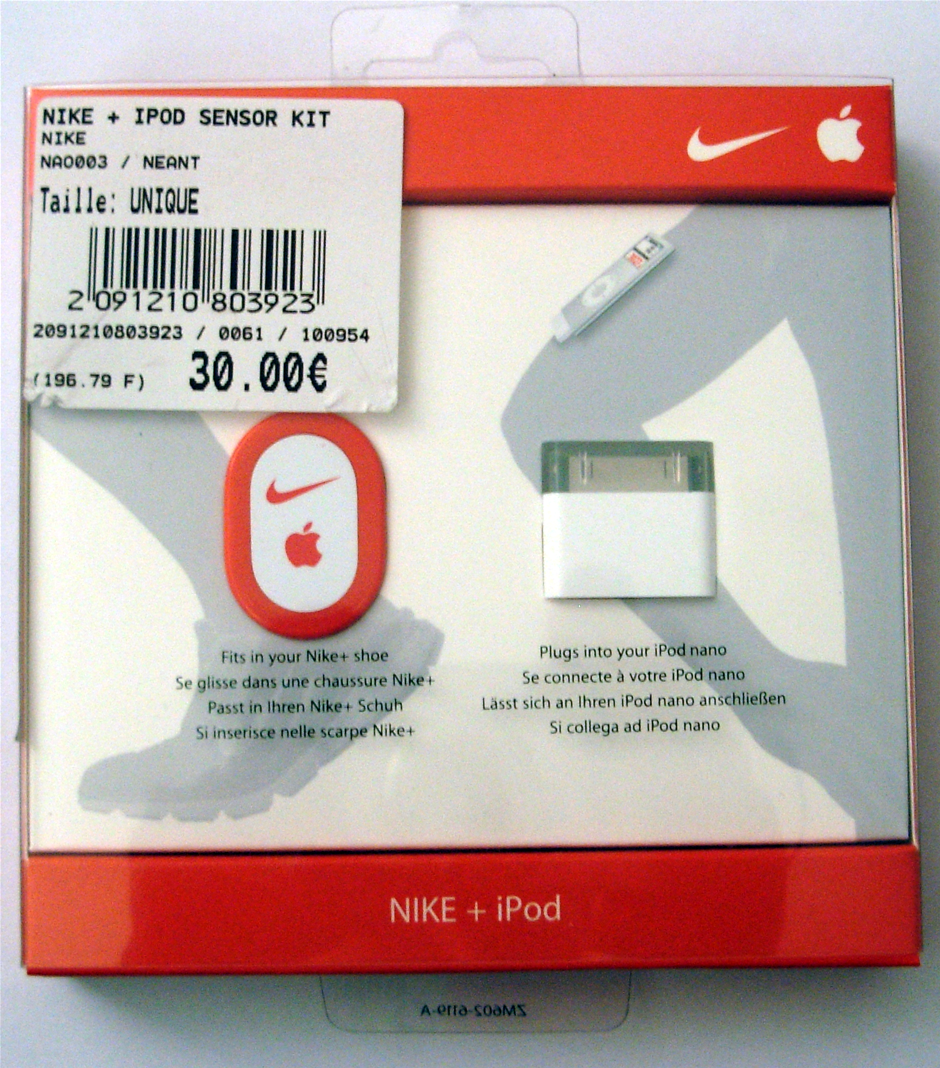
Boîte du kit Nike+

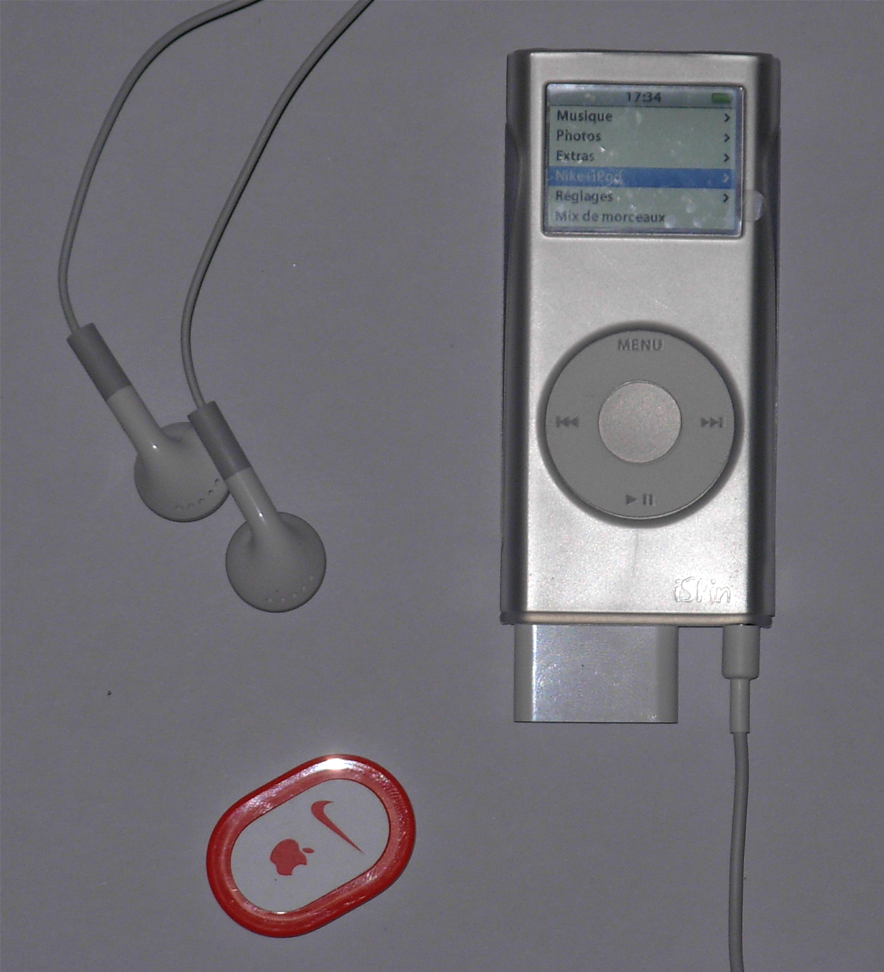
iPod Nano avec le kit

Le kit Nike+iPod est un dispositif qui mesure et enregistre la distance et la vitesse d'un entraînement de marche ou de course à pied. Le kit se présente dans une boîte contenant un émetteur qui se place dans la chaussure et d'un récepteur qui se connecte à un iPod Nano, un iPod touch ou un iPhone. Il est disponible aux États-Unis depuis juillet 2006 et en France depuis octobre 2006. Le lancement fut un tel succès que le kit fut en rupture de stock pendant quelques semaines.

## Cellule Piezo et émetteur
L'émetteur est composé d'une cellule piezo électrique (la cellule piézo est composée de 2 membranes sensibles transformant chaque impulsion, choc faible à fort, en courant électrique). Chaque impulsion est couplée à un algorithme de calcul, simulant la foulée du coureur. L'émetteur s'insère sous la semelle de propreté d'une chaussure Nike adaptée mais qui peut également être logé dans une petite pochette accrochée aux lacets. Il faut essayer autant que possible de garder le capteur horizontal et solidaire de la chaussure. Avant de pouvoir utiliser le kit, il faut jumeler le capteur et le récepteur. De plus, il est fortement recommandé d'étalonner le capteur en courant à une allure régulière de préférence sur un stade sur la plus grande distance possible mesurable (la marge d'erreur est ainsi diminuée). Enfin, il est prudent de refaire cet étalonnage au printemps et à l'automne, la température influençant le capteur. Contrairement aux capteurs composés d'un accéléromètre ce système est plus à l'aise dans le cadre d'une mesure régulière, toutes accélérations donc une allonge de la foulée, ou toutes diminutions, provoqueront des mesures aléatoires et approximatives.

## Récepteur et iPod Nano
Le récepteur s'enfiche sur le connecteur dock de l'iPod Nano. Dès lors, une nouvelle entrée dans le menu principal apparaît. Lors de la connexion suivante sur un ordinateur, une mise à jour des fichiers de langues sera effectué (sauf pour l'anglais). Il est possible de choisir une voix de synthèse féminine ou masculine et l'unité de distance en milles ou en kilomètre. L'iPod garde en mémoire toutes les séances effectuées et peut donner de nombreuses statistiques sur les dernières séances (distance, temps, rythme en min/km et calories dépensées), sur les meilleures performances et sur le total des séances effectuées.

## Fonctionnement
Le logiciel iTunes doit être employé pour transmettre l'historique au site Nike+ qui permet de se donner des objectifs à atteindre pour progresser ou défier d'autres utilisateurs dans le monde entier. Il est également possible de récupérer les fichiers avec les données brutes et les décrypter en ligne ou hors ligne afin d'avoir plus de détails. Pendant la course, il est possible de voir l'évolution sur l'écran ou de demander la lecture de celle-ci directement dans les écouteurs. 
Seul petit désavantage, la batterie du capteur n'est pas remplaçable. Il faut donc racheter un capteur (19 € en France) lorsque celui-ci est déchargé. Ce qui normalement nécessite plus de 1 000 heures d'entraînement selon le fabricant. Enfin, il existe également une fonction appelée PowerSong qui permet de lancer une chanson plus entrainante lorsque le rythme commence à faiblir.

## Logiciels
Plusieurs logiciels libres existent pour analyser les entrainements enregistrés par le kit Nike+iPod:
- Running Tracker - Permet de visualiser et de comparer des entrainements Nike+. Les entrainements peuvent être directement téléchargés depuis le site http://nikeplus.nike.com/. Des graphiques et des statistiques peuvent être générés à partir des données d'entrainement.
- Neki++ - Permet de visualiser des entrainements Nike+
- e-Runners - Site gratuit permettant de visualiser des entrainements Nike+, et partager les données en ligne